# Cyrano de Bergerac
Hector Savinien de Cyrano de Bergerac (Heitor Saviniano de Cyrano de Bergerac) (Paris, 6 de março de 1619 — Sannois, 26 de julho de 1655) foi um escritor e duelista que se tornou mais conhecido pelos muitos trabalhos de ficção que têm sido feitos sobre sua vida. Nessas histórias, ele é sempre retratado com um grande nariz, em especial na peça feita por Edmond Rostand sobre sua vida. Em uma de suas obras, publicada em 1657, Bergerac fez a primeira descrição conhecida de uma máquina feita para viagens espaciais.

## Biografia

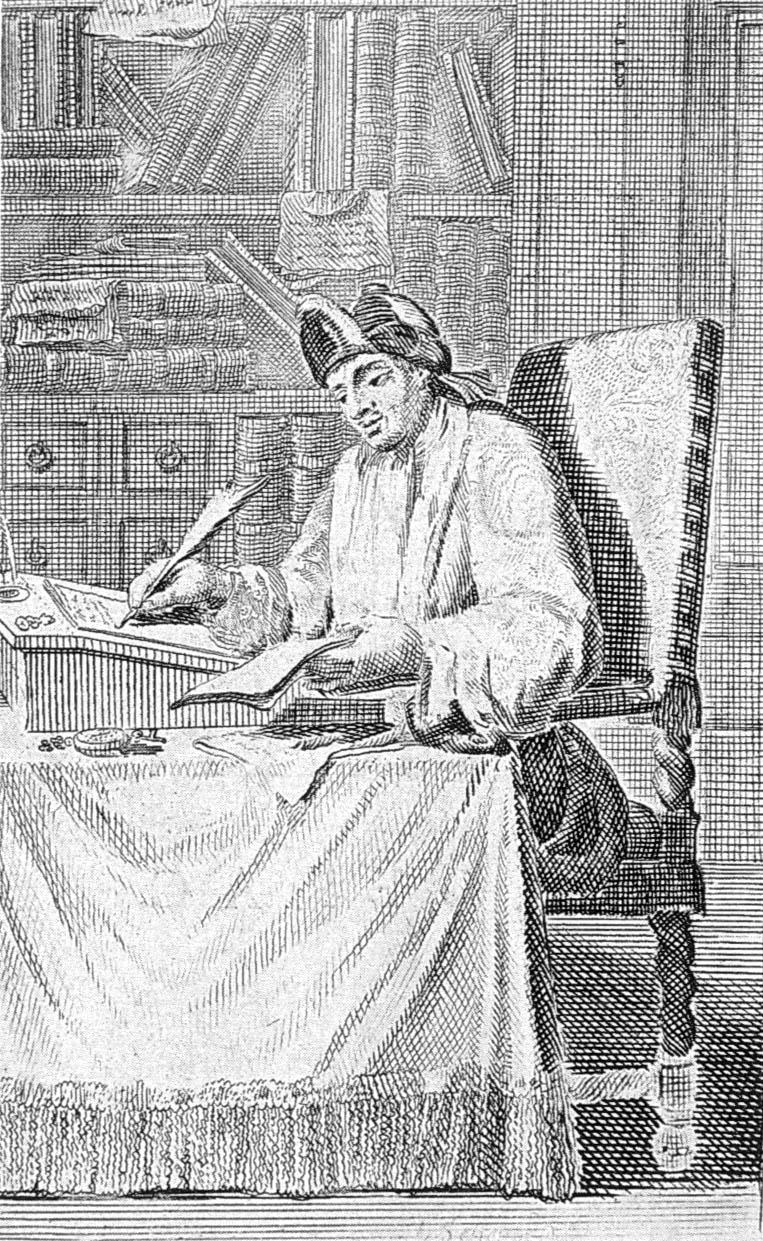
Cyrano de Bergerac numa gravura do século XVII

Cyrano de Bergerac — nascido Savinien de Cyrano — nasceu em uma família parisiense, e passou a infância em Saint-Forget (atualmente Yvelines). Estudou e viveu em Paris, enquanto não estava em campanha militar.  Ele não era, portanto, um gascão. Somente em 1638 adiciona “de Bergerac” a seu nome, inspirado nas terras que sua família teria possuído. Seu pai era o Senhor de Mauvières e de Saint-Laurent, e como o antigo nome de Mauvières era Bergerac, da antiga família gasconha, que havia sido proprietária da região nos séculos XV e XVI, quando deixou a casa paterna e foi para Paris, adotou o nome Bergerac. Muitos de seus soldados eram gascões, e ele adquiriu muitos de seus costumes, daí o mito de sua origem gasconha.
Contemporâneo de Boileau e Molière, poeta e livre-pensador, assinava suas obras com pseudônimos criativos escolhidos aleatoriamente. Foi um escritor de sucesso em sua época, e sua primeira obra foi “Le pedant Joué” (O pedante enganado), que foi escrita para ridicularizar Jean Grangier, então seu professor de retórica.
Aos 20 anos, perdeu a pensão que recebia de seu pai, ao envolver-se num duelo, entrando para o exército, junto ao Capitão Carbon de Casteljaloux. Supõe-se que Cyrano tenha duelado perto de mil vezes, em especial devido às brincadeiras que faziam com seu nariz, bastante grande. Teve dois ferimentos em combate, e um deles lhe deixou uma cicatriz, paralela ao nariz. Destacou-se não apenas como escritor, mas também como espadachim e soldado.
Em 1641 deixou o exército, e escreveu suas obras mais importantes: a peça A Morte de Agripina e dois livros de ficção científica: Histoire comique des Estats et empires de la Lune ("História Cômica dos Estados e Impérios da Lua") (1657) e Histoire comique des Estats et empires du Soleil ("História Cômica dos Estados e Impérios do Sol"), entre 1642 e 1655. Tais livros foram publicados em 1657 e 1662, respectivamente, e descrevem jornadas ao sol e à lua. Os métodos do voo especial que Cyrano descreve são inventivos, e refletem seu materialismo filosófico.
Há especulações atuais de que Cyrano era homossexual. Acredita-se que, por volta de 1640, ele começou um romance com Charles Coypeau d'Assoucy, um escritor e músico, relacionamento que parece ter se estendido até por volta de 1653, quando eles iniciaram uma amarga rivalidade. Bergerac começou a enviar ameaças de morte a d’Assoucy, levando-o a deixar Paris. A questão se estendeu a uma série de textos satíricos escritos por ambos. Bergerac escreveu Contre Soucidas (um anagrama com nome de seu inimigo), e Contre un ingrat, enquanto d’Assoucy contra-atacou com Le Combat de Cyrano de Bergerac avec le singe de Brioché au bout du Pont-Neuf (“A Batalha de Cyrano de Bergerac com o Macaco de Brioché sobre a Ponte Nova”).
A personagem Roxane que a peça de Rostand apresenta era uma prima de Bergerac, que viveu com sua tia, Catherine de Cyrano, em um Convento das “Daughter of the Cross”, onde Bergerac foi atendido após ter sido atingido por uma viga de construção. Na peça, Bergerac luta no Cerco de Arras (1640), uma batalha da Guerra dos Trinta Anos, entre França e forças espanholas. Um dos companheiros de batalha foi o Barão de Neuvillette, que casou com a prima de Cyrano. Contudo, a história da peça envolvendo Roxane e Christian é ficcional.
Adoeceu, em 1654, após ser ferido na cabeça por uma viga que caiu acidentalmente de uma construção sob a qual passava, e nunca mais se recuperou completamente. Doente e pobre, ficou sob a proteção do duque de Arpajon, e posteriormente ficou abrigado pela prima, a baronesa de Neuvillette, morrendo em Sannois, na casa de seu primo Pierre de Cyrano, em 1655.
Savinien de Cyrano está enterrado na mais célebre necrópole parisiense, o Cemitério do Père-Lachaise. Sua estátua é o marco de um parque no município francês de Bergerac.
Cyrano de Bergerac é o primeiro a imaginar a viagem espacial. Em seu livro Histoire comique des Estats et empires de la Lune há o que é considerado a primeira descrição de uma máquina construída para esse fim. Segundo a descrição o objeto seria uma caixa grande o suficiente para caber um passageiro. Nesta caixa o teto era feito de cristal oco para focalizar os raios solares. O ar quente se elevava e saía por um tubo na parte superior enquanto entrava ar pela parte de baixo. Dessa maneira, de acordo com o escritor, a máquina era impulsionada para cima.

## Características literárias e pessoais
Suas obras História Cômica dos Estados e Impérios da Lua, e História Cômica dos Estados e Impérios do Sol inspiraram várias obras posteriores, tais como Micrômegas, de Voltaire, e Viagens de Gulliver, de Jonathan Swift.
Questionou os intelectuais de sua época, criando polêmicas relacionadas à religião e crenças tradicionais. Sua peça A Morte de Agripina foi considerada blasfêmia pela igreja.
Cyrano foi um livre-pensador e um aluno de Pierre Gassendi, um dignitário da Igreja Católica que tentou reconciliar o atomismo de Epicuro com o cristianismo. O pensamento racionalista apresentado por Cyrano foi algo raro na época, pois o iluminismo começou um século após a sua morte. Defendia idéias consideradas ousadas para a época, tais como a de que a matéria se compõe de átomos e de que os animais são dotados de inteligência.

## Obras principais
- Le Pédant Joué (O pedante enganado) – 1637
- Les Mazarinades (1649)
- La Mort d’Agrippine (A morte de Agripina) – 1654
- Lettres (1654)
- Histoire comique des Estats et empires de la Lune (História cômica dos estados e impérios da Lua) - escrito entre 1642 e 1655. Editado em 1657
- Le Fragment de Physique (1662)